# مارتا باستيانيلي
مارتا باستيانيلي (بالإيطالية: Marta Bastianelli)‏ (و. 1987  م) هي دراجة إيطالية، ولدت في فليتري.

## سباقات أو مراحل فاز بها
| التاريخ        | السباق                                                       | المركز                                           |
| -------------- | ------------------------------------------------------------ | ------------------------------------------------ |
| 01 يناير 2004  | سباق الطريق للشابات في بطولة العالم 2004                     |                                                  |
| 10 يوليو 2005  | 2005 European Road Cycling Championships Women U19 RR        |                                                  |
| 14 أبريل 2006  | Piccolo Trofeo Alfredo Binda 2006                            | الفائز في التصنيف العام                          |
| 08 أبريل 2007  | طواف فلاندرز للسيدات 2007                                    | الثامن في التصنيف العام                          |
| 12 يونيو 2007  | 2007 Durango-Durango Emakumeen Saria                         |                                                  |
| 14 يوليو 2007  | طواف إيطاليا للسيدات 2007                                    | الثالث في تصنيف أفضل شاب، الثامن في تصنيف النقاط |
| 21 يوليو 2007  | سباق الطريق لأقل من سنة للسيدات - بطولة أوروبا للدراجات 2007 |                                                  |
| 01 سبتمبر 2007 | Grand Prix de Plouay féminin 2007                            | الثالث في التصنيف العام                          |
| 29 سبتمبر 2007 | سباق الطريق للسيدات في بطولة العالم 2007                     | الفائز في التصنيف العام                          |
| 01 يناير 2008  | طواف فلاندرز للسيدات 2008                                    | الثامن في التصنيف العام                          |
| 01 يناير 2008  | كأس العالم لسباق الدراجات على الطريق للسيدات 2008            | التاسع في تصنيف النقاط                           |
| 08 مارس 2008   | Gran Premio Brissago - Lago Maggiore 2008                    |                                                  |
| 05 يوليو 2008  | سباق الطريق لأقل من سنة للسيدات - بطولة أوروبا للدراجات 2008 |                                                  |
| 11 مارس 2012   | Novilon Euregio Cup 2012                                     |                                                  |
| 20 يونيو 2012  | سباق الطريق للسيدات في بطولة إيطاليا 2012                    |                                                  |
| 28 فبراير 2016 | أوملوب فان هيت هاجيلاند 2016                                 | الفائز في التصنيف العام                          |
| 25 أبريل 2016  | 2016 Gran Premio della Liberazione - women's race            | الفائز في التصنيف العام                          |
| 24 أغسطس 2016  | Trophée d'Or féminin 2016                                    |                                                  |
| 01 يناير 2017  | 2017 Trofeo Oro in Euro                                      |                                                  |
| 25 أبريل 2017  | 2017 Gran Premio della Liberazione - women's race            | الفائز في التصنيف العام                          |
| 01 أكتوبر 2017 | Gran Premio Bruno Beghelli Donne 2017                        | الفائز في التصنيف العام                          |
| 01 يناير 2018  | 2018 Trofeo Oro in Euro                                      | الفائز في التصنيف العام                          |
| 25 مارس 2018   | غنت-وفلجم للسيدات 2018                                       | الفائز في التصنيف العام                          |
| 02 أبريل 2018  | جي بي دوتيغنيز 2018                                          | الفائز في التصنيف العام                          |
| 11 أبريل 2018  | 2018 Brabantse Pijl Women Elite                              | الفائز في التصنيف العام                          |
| 06 مايو 2018   | Trofee Maarten Wynants 2018                                  | الفائز في التصنيف العام                          |
| 05 أغسطس 2018  | سباق الطريق لنخبة السيدات - بطولة أوروبا للدراجات 2018       | الفائز في التصنيف العام                          |
| 03 مارس 2019   | أوملوب فان هيت هاجيلاند 2019                                 | الفائز في التصنيف العام                          |
| 17 مارس 2019   | روند فان درينثي كأس العالم 2019                              | الفائز في التصنيف العام، قائد تصنيف طواف العالم  |
| 24 مارس 2019   | تروفيو ألفريدو بيندا كومون دي سيتيجليو 2019                  | قائد تصنيف طواف العالم                           |
| 28 مارس 2019   | ثلاثة أيام من دي بان للسيدات 2019                            | قائد تصنيف طواف العالم                           |
| 31 مارس 2019   | غنت-وفلجم للسيدات 2019                                       | قائد تصنيف طواف العالم                           |
| 07 أبريل 2019  | طواف فلاندرز للسيدات 2019                                    | الفائز في التصنيف العام، قائد تصنيف طواف العالم  |
| 21 أبريل 2019  | سباق أمستل الذهبي للسيدات 2019                               | قائد تصنيف طواف العالم                           |
| 24 أبريل 2019  | فليش والون للسيدات 2019                                      | قائد تصنيف طواف العالم                           |
| 05 مايو 2019   | 2019 Gracia-Orlová                                           | الفائز في التصنيف العام                          |
| 28 يوليو 2019  | سباق الطريق للسيدات في بطولة إيطاليا 2019                    | الفائز في التصنيف العام                          |
| 18 أغسطس 2019  | أوبن دي سويد فارجاردا - سباق الطريق 2019                     | الفائز في التصنيف العام                          |
| 06 أكتوبر 2019 | Gran Premio Bruno Beghelli Donne 2019                        | الفائز في التصنيف العام                          |
| 09 فبراير 2020 | 2020 Vuelta CV Feminas                                       | الفائز في التصنيف العام                          |
| 14 أغسطس 2021  | 2021 Périgord Ladies                                         | الفائز في التصنيف العام                          |
| 15 أغسطس 2021  | La Picto-Charentaise 2021                                    |                                                  |
| 06 فبراير 2022 | 2022 Vuelta CV Feminas                                       | الفائز في التصنيف العام                          |
| 27 فبراير 2022 | أوملوب فان هيت هاجيلاند 2022                                 | الفائز في التصنيف العام                          |
| 01 مايو 2022   | جراند بريكس إلسي جاكوبس 2022                                 | الفائز في التصنيف العام                          |
| 07 مايو 2022   | طواف بريتاني فيمينين 2022                                    | الأول في تصنيف النقاط                            |
| 26 فبراير 2023 | 2023 Omloop van het Hageland                                 |                                                  |
| 28 فبراير 2023 | لي سامين ديس دامس 2023                                       | الفائز في التصنيف العام                          |

## روابط خارجية
- مارتا باستيانيلي على موقع الاتحاد الدولي للدراجات (الإنجليزية)
- مارتا باستيانيلي على موقع أرشيف الدراجات (الإنجليزية)
- مارتا باستيانيلي على موقع إحصائيات الدراجات الإحترافية (الإنجليزية)
- مارتا باستيانيلي على موقع نسبة الدراجات (الإنجليزية)
- مارتا باستيانيلي على موقع CycleBase (الإنجليزية)
- مارتا باستيانيلي على موقع اللجنة الأولمبية الدولية (الإنجليزية)
- مارتا باستيانيلي على موقع أوليمبيديا (الإنجليزية)